# 布特維爾

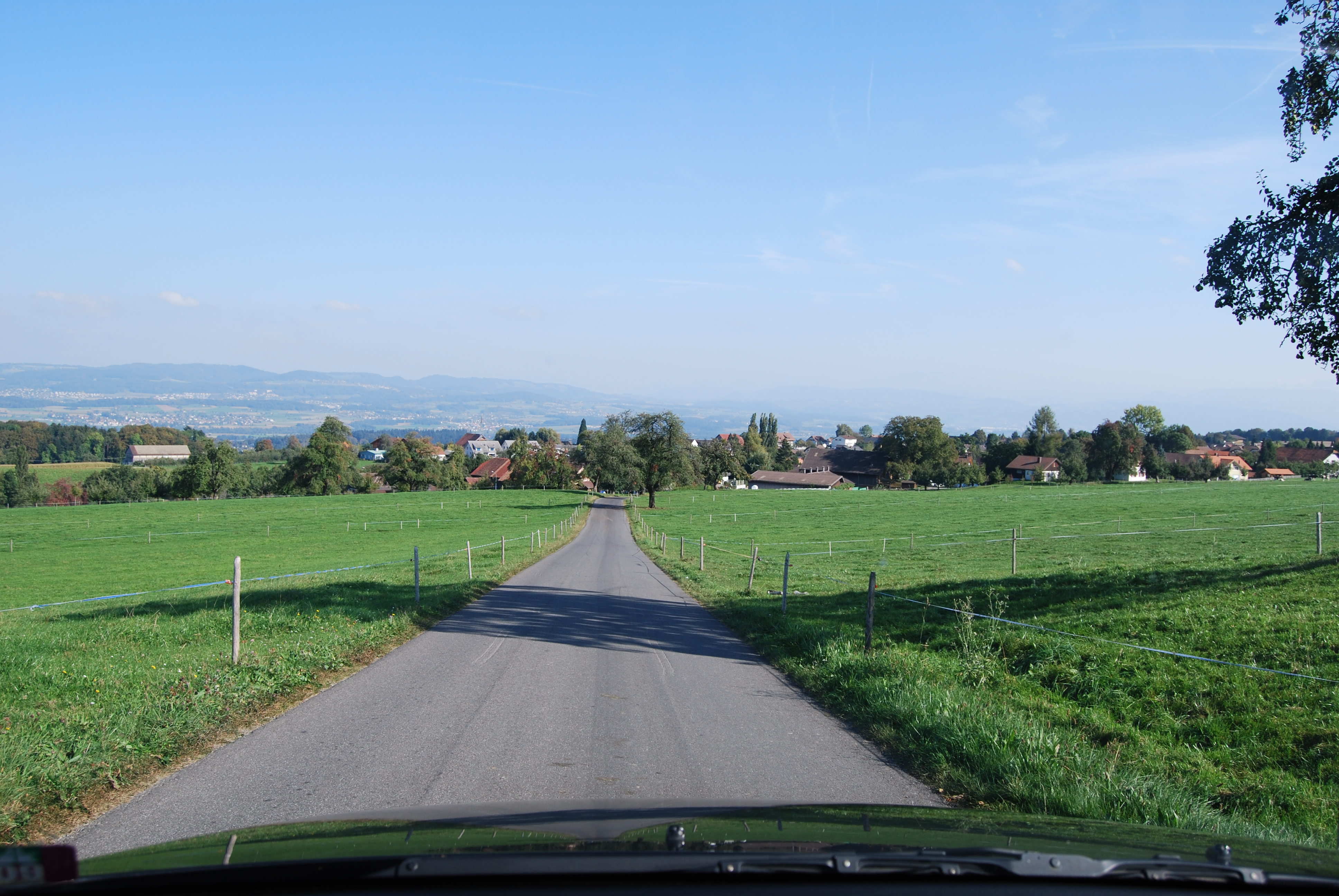

布特維爾是瑞士的城鎮，位於該國北部，由阿爾高州負責管轄，面積4.52平方公里，海拔高度641米，2012年人口1,170，五成半人口信奉羅馬天主教，人口密度每平方公里259人。